# Attica (Kansas)
Pour les articles homonymes, voir Attica.
Attica est une municipalité américaine située dans le comté de Harper au Kansas.
Lors du recensement de 2010, sa population est de 626 habitants. La municipalité s'étend alors sur une superficie de 0,64 mille carré (1,66 km2).
Le bureau de poste d'Attica est ouvert en 1880. Il est nommé d'après la région grecque de l'Attique. La ville d'Attica est fondée en 1884 au nord-est du bureau de poste qui est alors déplacé.